# إدغار ثيودور ويري
إدغار ثيودور ويري (1885-1982) (بالإنجليزية: Edgar Theodore Wherry)‏ هو عالم نبات أمريكي.